# 르 샤틀리에의 원리

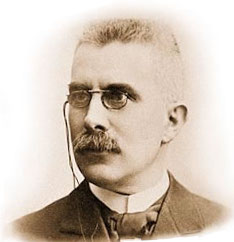
앙리 루이 르 샤틀리에

화학에서 르 샤틀리에의 원리(영어: Le Chatelier's principle) 또는 르샤틀리에 법칙은 화학 평형 상태 물질의 외부 조건을 변화시켰을 때, 어떤 반응이 일어날 지 예측하는데 사용한다. 이 법칙의 이름은 이 원리를 각자 독립적으로 발견한 앙리 루이 르 샤틀리에와 카를 페르디난트 브라운의 이름에서 따온다. 이 법칙을 간단히 요약하면 다음과 같다.
"화학 평형 상태의 화학계에서 농도, 온도, 부피, 부분 압력등이 변화할 때, 화학 평형은 변화를 가능한 한 상쇄시키는 방향으로 움직여 화학 평형 상태를 형성한다."
평형 상태에서 어떤 변화를 가하면 그 변화를 상쇄시키는 방향으로 변화하는 현상은 다른 분야에서도 많이 볼 수 있다. 그 예시로 렌츠의 법칙(물리학)과 항상성(생물학)이 있다.
화학에서 르 샤틀리에의 원리는 가역 반응의 결과를 조작하여 반응의 생산물을 많이 만들어내는데 사용된다. 또한, 리간드를 묶으면 르 사틀리에의 원리에 의해 수용체가 평형 상태를 이동시킬 수 있으므로 약리학에서는 이를 이용해 수용체의 활성화를 조절할 수 있다.
 경제학에서는 이 원리가 좀 더 일반화되어 효율적인 경제 시스템의 경제균형(en: Economic equilibrium)을 설명하는데 사용되고 있다.

## 르샤틀리에 법칙
르샤틀리에 법칙(Le Chatelier法則)은 열역학적 평형 이동에 관한 법칙. 화학 평형에서 계(系)의 상태를 결정하는 변수인 온도ㆍ압력ㆍ성분 농도 따위의 조건을 바꾸면, 그 계는 완화시키는 방향으로 반응이 진행되어 새로운 평형 상태에 도달한다. 1884년 르샤틀리에가 발표하였으며, 1887년 브라운이 보완하였다.

## 상세
농도의 변화
화학 물질의 농도 변화는, 그 농도의 변화를 감소시키는 방향으로 평형을 이동시킨다.
CO + 2H2 ⇌ CH3OH
우리가 계의 CO 농도를 높인다고 가정해보자.
르샤틀리에의 원리에 따라, 평형은 정반응으로 이동하여 CH3OH의 양이 증가할 것임을 예측할 수 있다.
온도의 변화
발열 과정에서의 온도 변화.
N2 +3H2 ⇌ 2NH3
만약 온도가 증가한다면, 르샤틀리에의 원리에 의해 온도를 낮추기 위해, 흡열반응인 역반응을 시켜, N2와 H2를 더 많이 생성할 것이다. 그래서 암모니아 공정 과정에서는 NH3를 많이 생산하기 위해 온도가 낮은 계에서 진행해야 하는데, 그러면 반응속도가 느려지기 때문에, 둘을 모두 고려한 온도에서 진행할 때 효율이 최대가 된다. 발열 반응에서, 온도의 증가는 정반응을 감소시키기 때문에 평형상수 (K)의 값은 감소한다. 그에 반해 흡열 반응에서의 온도증가는 정반응을 증가시켜서 평형상수 (K)의 값은 증가한다.
농도, 압력 등의 변화와 다르게 온도의 변화는 평형상수의 변화를 포함한다.
압력의 변화 (부피의 변화)
계의 부피를 변화시키는 것은, 반응물과 생성물들의 부분압력을 변화시키는 것이며, 그것은 평형 상태에 영향을 줄 수 있다. 부피의 감소로 인한 압력이 증가하면, 기체의 분자 수가 줄어드는 평형이 더 선호된다. 부피의 증가로 인한 압력이 감소하면, 기체의 분자 수가 증가하는 평형이 더 선호된다. 계수가 같은 반응식에서는, 압력에 의한 평형이동이 일어나지 않는다.
N2 + 3 H2 ⇌ 2 NH3
계의 부피가 변하면, 기체들의 부분압력 또한 변한다.
부피를 증가시켜 압력을 감소시킨다면, 압력을 증가시키기 위해 기체 분자 수가 증가하는 방향, 즉 역반응으로 평형이 이동할 것이다. 계는 부분압력의 감소에 대응하기 위해 압력을 증가시키는 역반응으로 평형을 이동한다. 비슷하게, 부피를 감소시켜 압력을 증가시킨다면, 압력을 감소시키기 위해 기체 분자 수가 감소하는 정반응으로 평형이 이동할 것이다.
비활성 기체의 첨가에 따른 변화
헬륨과 같은 비활성 기체는 다른 원소나 화합물들과 반응하지 않는다.
비활성 기체를 부피가 일정한 계에 첨가한다면, 평형에 영향을 미치지 못한다.
이것은, 비활성기체가 평형 반응식을 바꾸지 못하기 때문이다.
계의 총 압력을 증가시키는 것은 맞지만, 총 압력은 평형 상수에 아무런 영향을 갖지 않는다.
평형에 변화를 줄 수 있는 것은, 부분압력의 변화이다.
그러나 비활성기체를 첨가하는 과정에서 부피가 증가할 수 있다면, 기체들의 부분 압력이 감소할 것이기 때문에, 기체 분자 수를 증가하는 방향으로 평형이 이동할 것이다.
촉매의 영향
촉매는 반응에 참여하지 않으면서 반응의 속도를 증가시키는 물질이다.
촉매의 사용은, 화학 반응식의 정반응과 역반응 속도를 같은 비율로 증가시키기 때문에 평형 이동에 영향을 주지 못한다.
그들은 반응의 속도를 가속시키겠지만, 평형에 어떠한 영향도 주지 못한다.

## 같이 보기
- 항상성
- 공통이온 효과(en:Common-ion effect)